# پل کهن دجله

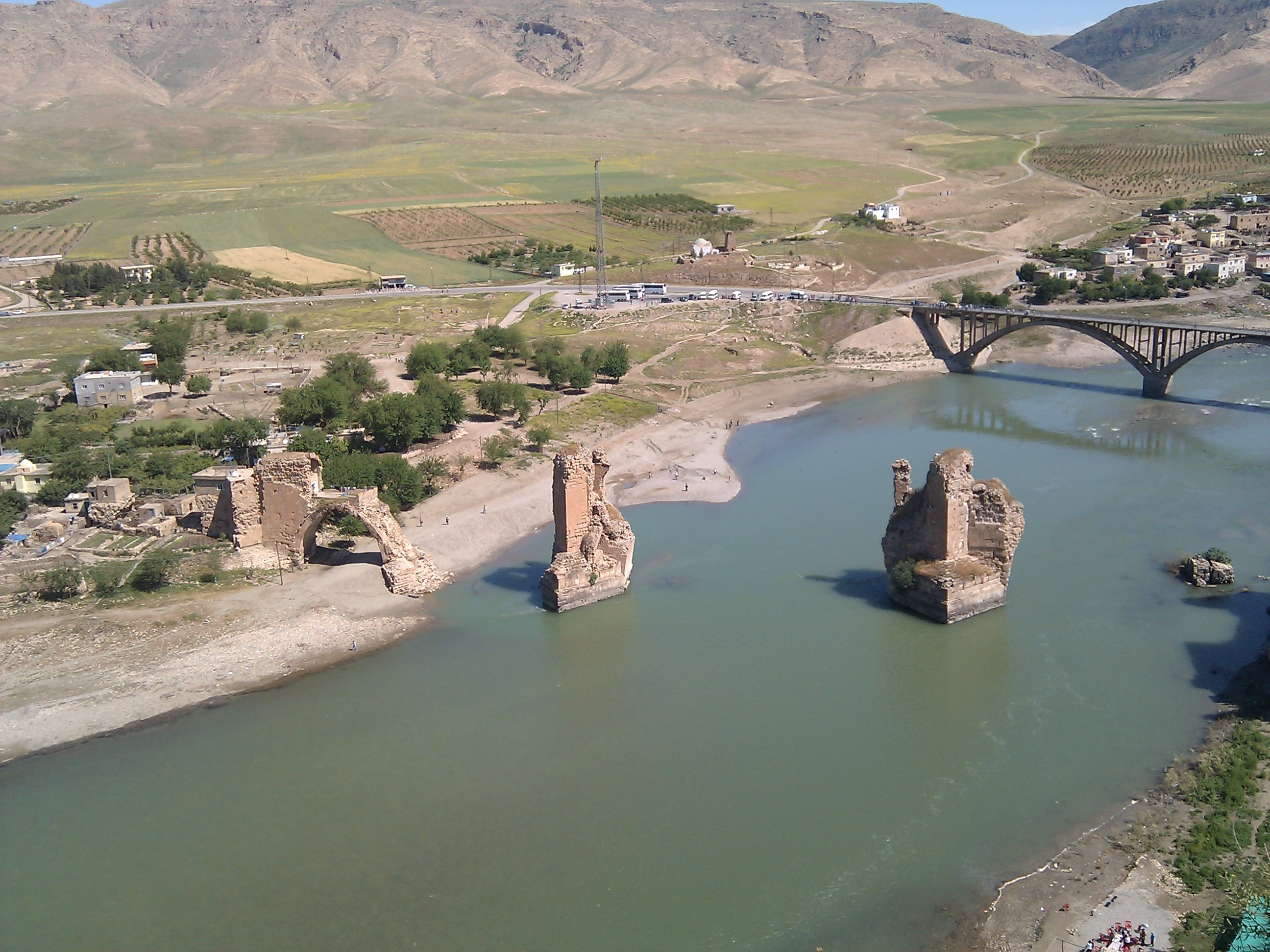
نمای بالا و ستون‌های پل ویران

پل کهن دجله (ترکی استانبولی: Eski Köprü) پلی قوسی و ویران متعلق به قرن ۱۲ میلادی است. این پل بر روی رود دجله در حصن کیفا واقع در استان باتمان (جنوب شرقی ترکیه) ساخته شده است. طول پل ۲۰۰ متر است.